# نورثروپ ای-۱۷
نورثروپ ای-۱۷ (به انگلیسی: Northrop A-17) یک هواپیمای ساختِ کارخانهٔ نورثروپ در کشور ایالات متحده آمریکا است. نخستین استفاده‌کنندهٔ این هواپیما تفنگداران هوایی ارتش ایالات متحده آمریکا بوده‌است.